# Distrito electoral federal 8 de Michoacán
El Distrito electoral federal 8 de Michoacán es uno de los 300 distritos electorales en los que se encuentra dividido el territorio de México para la elección de diputados federales y uno de los 11 en los que se divide el estado de Michoacán de Ocampo. Su cabecera es la ciudad de Morelia, que es además la capital del estado.
El distrito 8 de Michoacán se ubica en el centro-norte del estado. Desde el proceso de distritación de 2022 lo conforma la mitad norponiente del municipio de Morelia.

## Distritaciones anteriores

### Distritación 1996-2005
Entre 1996 y 2005 el distrito 8 se encontraba en la misma zona, en el municipio de Morelia, y el sector que lo conformaba era la mitad noroeste del municipio y ciudad.

### Distritación 2005-2017
Entre 2017 y 2022 el distrito 8 se integraba por la mitad poniente del municipio de Morelia.

### Distritación 2017-2022
Entre 2017 y 2022 el distrito 8 estaba formado por la mitad poniente del municipio de Morelia.

## Diputados por el distrito
- XLI Legislatura
  - (1949-1952): Natalio Vázquez Pallares
- LI Legislatura
  - (1979-1982): Luis Coq Guichard
- LII Legislatura
  - (1982-1994): Ignacio Olvera Quintero
- LVI Legislatura
  - (1994-1997): Fernando Orihuela Carmona
- LVII Legislatura
  - (1997-2000): Juan Antonio Prats García
- LVIII Legislatura
  - (2000-2003): Sergio Acosta Salazar
- LIX Legislatura
  - (2003-2006): Ana Lilia Guillén Quiroz
- LX Legislatura
  - (2006-2009): Daniel Chávez García [5]
  - (2009): Susana Sarahí Carrasco Cárdenas
- LXI Legislatura
  - (2009-2011): Alfonso Martínez Alcázar [6]
  - (2011-2012): Iridia Salazar Blanco
- LXII Legislatura
  - (2012-2015): Eligio Cuitláhuac González
- LXIII Legislatura
  - (2015-2018): Marco Polo Aguirre Chávez 
  - (2018): Fernando Castro Ventura
- LXIV Legislatura
  - (2018-2021): Ana Lilia Guillén Quiroz
- LXV Legislatura
  - (2021-2024): Roberto Carlos López García